# Pirata aspirans
Pirata aspirans este o specie de păianjeni din genul Pirata, familia Lycosidae, descrisă de Chamberlin, 1904. Conform Catalogue of Life specia Pirata aspirans nu are subspecii cunoscute.